# Unia Solec Kujawski
Unia Solec Kujawski – klub sportowy, działający w Solcu Kujawskim od 1924 roku.

## Historia
Klub założono 12 lipca 1924 r. Początkowo posiadał sekcje piłkarską i gimnastyczną. Pierwsze mecze klub rozgrywał z klubami Sportbrüder Bydgoszcz 0:7 i Brda Bydgoszcz 3:1. W 1926 r. powstała sekcja lekkoatletyczna. Powstały sekcje mandolinistów i teatralna, które organizowały imprezy kulturalne, zdobywając w ten sposób pieniądze na działalność sportową. Powstała także sekcja koszykówki. W latach 30. piłkarze występowali w pomorskiej klasie C. W latach 1939–1945 działalność klubu przerwała wojna. Po zakończeniu wojny klub wznowił działalność. W 1948 r. Unia połączyła się z klubem Wicher Solec Kujawski i do 1957 r. występowała pod nazwą KS ZKK Kolejarz. W 1957 r. powrócono do tradycyjnej nazwy jako Komunikacyjny Klub Sportowy Unia. W klubie działały sekcje piłki nożnej, lekkoatletyczna, tenisa stołowego, bokserska, szachowa, piłki siatkowej. Pod koniec lat 50. działała już tylko sekcja piłki nożnej. W 1968 r. powstała ponownie sekcja piłki koszykowej (istniała do 2008 r.). W latach 1996–2009 w klubie istniała sekcja jeździecka. W 1999 r. z nazwy klubu zniknął przymiotnik Komunikacyjny.

## Sekcja piłkarska
W 2017 r. piłkarska drużyna seniorów awansowała do trzeciej ligi (grupa druga).
Stadion usytuowany jest na terenie Parku Miejskiego i sąsiaduje z halą sportową. Na obiekcie rozegrano dwa mecze międzypaństwowe juniorów: Polska–Islandia, Rosja–Słowacja. Do sezonu przygotowywały się na nim Legia Warszawa, Polonia Warszawa, ŁKS Łódź, Piotrcovia Piotrków Trybunalski, Kujawiak Włocławek.
Podczas Mundialu FIFA World Cup U-20 Poland 2019 w Solcu Kujawskim trenowały reprezentacje Ekwadoru, Panamy, Mali, USA, Francji, Włoch oraz Japonii.

### Sukcesy
- 1927 – piłkarze zdobyli mistrzostwo powiatu bydgoskiego
- 1950 – tenisiści stołowi zdobyli mistrzostwo Pomorza
- 1950-1956 – lekkoatleci zdobyli mistrzostwo powiatu bydgoskiego
- 1953 – były zawodnik Unii Efrem Wylangowski zdobył w barwach OWKS Bydgoszcz (dziś Zawisza Bydgoszcz) brązowy medal Mistrzostw Polski w boksie w wadze ciężkiej i trafił do kadry, którą prowadził Feliks Stamm
- 1970 – piłkarze zajęli 5 miejsce w bydgoskiej lidze okręgowej
- 2005/2006 – piłkarze zajęli 5 miejsce w IV lidze kujawsko-pomorskiej
- 2010 – piłkarze zajęli I miejsce w kujawsko-pomorskiej IV lidze i wywalczyli pierwszy w historii awans do III ligi
- 2012 – piłkarze zajęli II miejsce w kujawsko-pomorskiej IV lidze i wywalczyli drugi w historii awans do III ligi
- 2014 – piłkarze wywalczyli Puchar Polski na szczeblu okręgu
- 2017 – piłkarze zajęli I miejsce w kujawsko-pomorskiej IV lidze i wywalczyli trzeci w historii awans do III ligi
- 2021 – piłkarze klubu dokonali historycznych i rzadko spotykanych dwóch awansów w jednym sezonie (do A klasy i IV ligi). Cały sezon był rozgrywany pod hasłem #JednaDrużynaDwaAwanse

### Znani zawodnicy klubu
- Efrem Wylangowski – bokser wagi ciężkiej, wychowanek klubu Wicher Solec Kujawski, w 1953 r. zdobył w barwach OWKS Bydgoszcz (dziś Zawisza Bydgoszcz) brązowy medal Mistrzostw Polski i trafił do kadry, którą prowadził Feliks Stamm.
- Robert Matuszewski – piłkarz, w latach 1990-1994 podstawowy bramkarz występującego w I lidze klubu Zawisza Bydgoszcz.
- Angelika Ojczenasz – amazonka, medalistka Mistrzostw Polski Juniorów, reprezentantka Polski.
- Krzysztof Szal – piłkarz od lipca 2020r., występując w barwach Zawiszy Bydgoszcz w II lidze uważany za wielki talent.
- Arkadiusz Piskorski – piłkarz od stycznia 2021r., w swojej karierze występował w kwalifikacjach do Ligi Europy (Cefn Druids AFC).
- Sebastian Pacek – piłkarz w sezonie 2015/2016 oraz ponownie od 01 lipca 2020r., najlepszy strzelec w historii klubu, sezon 2020/2021 zakończył z 52 golami (liga i okręgowy puchar polski)
- Oleksandr Horvat – piłkarz od kwietnia 2022, przed dołączeniem do Unii wystąpił w 72 meczach I Ligi Ukraińskiej oraz w 10 meczach Pucharu Ukrainy, w barwach soleckiego klubu rozegrał 29 meczów na poziomie III ligi.

## Sezon po sezonie
| Sezon          | Rozgrywki ligowe | Rozgrywki ligowe | Rozgrywki ligowe | Uwagi |
| Sezon          | Liga             | Liga             | Miejsce          | Uwagi |
| Lata 1956-1974 | Lata 1956-1974   | Lata 1956-1974   | Lata 1956-1974   | Lata 1956-1974 |
| -------------- | ---------------- | ---------------- | ---------------- | --- |
| 1956           | IV               | Klasa A          | 11/12            | |
| 1957           | V                | Klasa B          | bd/bd            | |
| 1958           | V                | Klasa B          | bd/bd            | |
| 1959           | IV               | Klasa A          | 5/12             | |
| 1960           | IV               | Klasa A          | 6/6              | |
| 1961           | V                | Klasa B          | bd/bd            | |
| 1962           | V                | Klasa B          | bd/bd            | |
| 1962/1963      | IV               | Klasa A          | 4/12             | |
| 1963/1964      | IV               | Klasa A          | 2/12             | |
| 1964/1965      | IV               | Klasa A          | 9/12             | |
| 1965/1966      | IV               | Klasa A          | 3/13             | |
| 1966/1967      | bd               | bd               | bd/bd            | |
| 1967/1968      | bd               | bd               | bd/bd            | |
| 1968/1969      | IV               | Klasa okręgowa   | 12/16            | |
| 1969/1970      | IV               | Klasa okręgowa   | 5/16             | |
| 1970/1971      | IV               | Klasa okręgowa   | bd/bd            | |
| 1971/1972      | V                | Klasa A          | 1/14             | |
| 1972/1973      | IV               | Klasa okręgowa   | bd/bd            | |
| 1973/1974      | III              | Liga Okręgowa    | 9/12             | |
| Lata 1994-2024 |                  |                  |                  | |
| 1994/1995      | V                | Klasa A          | bd/bd            | |
| 1995/1996      | IV               | Klasa okręgowa   | 10/16            | |
| 1996/1997      | IV               | IV liga          | 5/16             | |
| 1997/1998      | IV               | IV liga          | 9/16             | |
| 1998/1999      | V                | Klasa okręgowa   | 3/16             | |
| 1999/2000      | V                | Klasa okręgowa   | 3/16             | |
| 2000/2001      | V                | Klasa okręgowa   | 2/16             | |
| 2001/2002      | IV               | IV liga          | 18/18            | |
| 2002/2003      | V                | Klasa okręgowa   | 2/16             | Przegrany baraż o awans do IV ligi |
| 2003/2004      | V                | Klasa okręgowa   | 3/15             | |
| 2004/2005      | V                | Klasa okręgowa   | 1/16             | |
| 2005/2006      | IV               | IV liga          | 5/16             | |
| 2006/2007      | IV               | IV liga          | 9/16             | |
| 2007/2008      | IV               | IV liga          | 14/16            | Reforma rozgrywek po sezonie |
| 2008/2009      | V                | IV liga          | 3/16             | |
| 2009/2010      | V                | IV liga          | 1/16             | |
| 2010/2011      | IV               | III liga         | 14/16            | |
| 2011/2012      | V                | IV liga          | 2/16             | |
| 2012/2013      | IV               | III liga         | 10/16            | |
| 2013/2014      | IV               | III liga         | 3/18             | |
| 2014/2015      | IV               | III liga         | 15/18            | |
| 2015/2016      | V                | IV liga          | 3/16             | |
| 2016/2017      | V                | IV liga          | 1/18             | |
| 2017/2018      | IV               | III liga         | 17/18            | |
| 2018/2019      | V                | IV liga          | 18/18            | |
| 2019/2020      | VI               | Klasa okęgowa    | 5/16             | |
| 2020/2021      | VI               | Klasa okręgowa   | 1/18             | |
| 2021/2022      | V                | IV liga          | 1/18             | Unia Solec Kujawski i Włocłavia Włocławek zakończyły rozgrywki ex aequo na 1-2. miejscu. O mistrzostwie i awansie do III ligi zadecydował dodatkowy mecz barażowy. |
| 2022/2023      | IV               | III liga         | 14/18            | |
| 2023/2024      | IV               | III liga         | 17/18            | |
| 2024/2025      | V                | IV liga          | 3/18             | |

| Oznaczenie kolorami | Liczba sezonów |
| ------------------- | -------------- |
| I poziom ligowy     | 0              |
| II poziom ligowy    | 0              |
| III poziom ligowy   | 1              |
| IV poziom ligowy    | 23             |
| V poziom ligowy     | 19             |
| VI poziom ligowy    | 2              |
| VII poziom ligowy   | 0              |
| VIII poziom ligowy  | 0              |

## Wicher Solec Kujawski
Wicher Solec Kujawski założony w 1946 r. przy Państwowych Zakładach Samochodowych nr 5 w Solcu Kujawskim. Posiadał sekcje piłki nożnej, tenisa stołowego i bokserską. W 1948 r. połączył się z klubem Unia Solec Kujawski tworząc ZKK Kolejarz. W 1957 r. Kolejarz wrócił do nazwy Unia.